# Puppet Master II
Puppet Master II ist ein US-amerikanischer Horrorfilm des Regisseurs Dave Allen und des „Full Moon Entertainment“-Gründer und Produzenten Charles Band aus dem Jahr 1990. Es handelt sich um die Fortsetzung von Puppet Master aus dem Jahre 1989. Der Film wurde direkt für den Video-Markt produziert.

## Handlung
Andre Toulon hatte 1939 einige Puppen hergestellt, die er mit einem Elixier zum Leben erweckte. Alle diese Puppen haben besondere Fähigkeiten und Fertigkeiten. Um sie dem Einfluss der Nationalsozialisten zu entziehen, versteckte er sie und beging anschließend Selbstmord. 1990 wird das Grab von André Toulon von seinen Puppen Pinhead, Tunneler, Leech Woman, Blade und Jester freigelegt. Anschließend bekommt sein Skelett das Elixir eingeflößt und erwacht zum Leben. Denn das Elixir wirkt nur 50 Jahre und die Zeit der Puppen läuft langsam ab. Für das Elixir fehlt ihnen eine wichtige Zutat: menschliches Gehirn.
Einige Monate später versammelt sich ein Team aus Parapsychologen, angeführt von Carolyn Bramwell in einem Hotel, wo sie den seltsamen Mord an Megan Gallagher aufklären sollen. Alex Whitaker, einziger Überlebender des ersten Teils, wird für ihren Mörder gehalten und befindet sich nun in einer Irrenanstalt, wo er unter rätselhaften Anfällen leidet und zudem düstere Vorhersagen trifft.
Camille Kennedy, eine der Parapsychologen und die Mutter von Michael, entdeckt zwei der Puppen. Als ihr niemand glaubt, beschließt sie, nach Hause zu fahren. Doch die Puppen überwältigen und entführen sie. Die Entführung bleibt nicht unbemerkt. Als Tunneler einen der Parapsychologen angreift und tötet, gelingt es einem weiteren, ihn zu töten. Bei der anschließenden Untersuchung stellen sie fest, dass die Puppen nicht gesteuert werden, sondern von einer Chemikalie angetrieben werden. 
Am nächsten Tag kommt Andre Toulon in das Hotel und gibt sich als Eriquee Chaneé, der Besitzer des Hotels, aus. Tatsächlich sieht er in Carolyn die Reinkarnation seiner verstorbenen Frau Elsa und versucht deren Seele in eine Puppe zu transformieren. Auch er sucht einen neuen Körper. So beginnt ein Kampf auf Leben und Tod zwischen den verbliebenen Parapsychologen und den Puppen. Am Ende sind alle Menschen tot. Doch als Andre seine Seele und die von Carolyn in Schaufensterpuppen transformieren will, bemerken die Puppen, dass ihr Erschaffer nur Böses vorhat und sie ausgenutzt wurden. Sie wenden sich schließlich gegen Andre und töten ihn.
Anschließend erwecken sie Camille zum Leben, die sie zu einem Heim für verwahrloste und verrückte Teenager bringt. Dort sollen ihre Seelen in die Körper der Kinder fahren.

## Veröffentlichungen
Am 7. Februar 1990 kam der Film in den USA als VHS auf den Video-Markt. In Deutschland wurden mehrere Versionen auf VHS veröffentlicht, wobei die FSK-18-Fassung um 22,5 Sekunden gekürzt war, während bei der FSK-16-Fassung insgesamt viereinhalb Minuten fehlten. Die FSK-18-Fassung wurde dennoch von der Bundesprüfstelle für jugendgefährdende Schriften 1991 indiziert. Die Indizierung des Films wurde im September 2016 aufgehoben. In den 2000ern erschienen immer wieder ungekürzte Fassungen, die erste vom Uncut-Label X-Rated, weitere Uncut-Fassungen erschienen unter anderem über '84 Entertainment und CMV Laservision. Nach einer Neuprüfung durch die FSK im Mai 2020 erhielt die ungekürzte Fassung eine Altersfreigabe ab 18 Jahren.

## Kritik
Das Lexikon des internationalen Films kritisierte, der Film sei ein im Ganzen „enttäuschender Fortsetzungsfilm“, der „blutiger und ideenloser“ als sein Vorgänger sei.